# Sandur (gmina)
Sandur (far. Sands kommuna) – gmina na Wyspach Owczych, duńskim terytorium zależnym na Oceanie Atlantyckim. Graniczy z Húsavíkar, Skálavíkar oraz Skopunar kommuna. Siedzibą jej władz jest Sandur.
Gmina znajduje się w centralnej części wyspy Sandoy, zajmując tereny od południowego do północnego wybrzeża. Jej powierzchnia wynosi 47,5 km².
Według danych na 1 stycznia 2014 roku zamieszkuje ją 515 osób.

## Historia
Od 1872 roku cały teren wyspy Sandoy obejmowała gmina Sandoyar Prestagjalds kommuna. W 1928 roku gminę tę przemianowano na Sands kommuna, a dwa lata później oderwały się od niej: Húsavíkar, Skálavíkar, Skopunar oraz Skúvoyar kommuna (wówczas Skúvoyar Dímunar kommuna).

## Populacja
Gminę zamieszkuje 515 osób. Współczynnik feminizacji jest tam niewiele wyższy niż 100 (na 258 kobiet przypada 257 mężczyzn). Niemal 31% ogółu populacji stanowią osoby poniżej dwudziestego roku życia, natomiast osoby w wieku 60+ stanowią 28,5% ludności. Największą grupą (licząc w przedziałach dziesięcioletnich) są osoby w wieku 10-19 lat (17,09%).
Dane demograficzne dla gminy Sandur dostępne są od roku 1960. Liczba ludności wynosiła tam wówczas 578 i malała, w 1970 roku osiągając 564 osoby. Następnie nastąpił przyrost populacji (604 ludzi w 1977 i 645 w 1983) do roku 1985, gdy mieszkało tam 657 osób. Następnie liczba ludności zaczęła, co mogło mieć związek z kryzysem gospodarczym, panującym wówczas na Wyspach Owczych. Liczba mieszkańców w 1990 roku wyniosła 647, w 1995 i 2000 557, by wzrosnąć, w 2005 do 600, a następnie ponownie zacząć maleć.

## Polityka
Burmistrzem od 2008 roku jest Páll á Reynatúgvu wybrany z list Partii Socjaldemokratycznej, który zastąpił Brandura Sandoya z Partii Ludowej. Ostatnie wybory samorządowe na archipelagu Wysp Owczych odbyły się w 2012 roku. W gminie Sandur wybrano siedmioro radnych. Wyniki wyborów przedstawiały się następująco:
| Lista | Nazwa partii                                   | Głosy | Procent | Mandaty | Mandaty |
| ----- | ---------------------------------------------- | ----- | ------- | ------- | ------- |
| A     | Partia Ludowa (Fólkaflokkurin)                 | 194   | 56,23   | 4       | +1      |
| C     | Partia Socjaldemokratyczna (Javnaðarflokkurin) | 151   | 43,77   | 3       | -1      |
|       | Suma                                           | 347   | 100     | 7       | 0       |

| Lista A        | Lista A               | Lista A        | Lista C           | Lista C           | Lista C           |
| Fólkaflokkurin | Fólkaflokkurin        | Fólkaflokkurin | Javnaðarflokkurin | Javnaðarflokkurin | Javnaðarflokkurin |
| Nr             | Kandydat              | Głosy          | Nr                | Kandydat          | Głosy             |
| -------------- | --------------------- | -------------- | ----------------- | ----------------- | ----------------- |
| 1.             | Poul Klementsen       | 44             | 1.                | Páll á Reynatúgvu | 68                |
| 2.             | Kári Petersen         | 7              | 2.                | Olga Fossdalsá    | 7                 |
| 3.             | Hans Meinhard Midjord | 6              | 3.                | Lis Clementsen    | 13                |
| 4.             | Gunnar Bjarnason      | 7              | 4.                | Jákup av Kák      | 5                 |
| 5.             | Eyðvarur Petersen     | 34             | 5.                | Heri Jacobsen     | 17                |
| 6.             | Bárður Olsen          | 24             | 6.                | Hendrik Egholm    | 34                |
| 7.             | Brandur Sandoy        | 58             | 7.                | Beinta Simonsen   | 6                 |
| 8.             | Bjarki Henriksen      | 13             |                   |                   |                   |
|                | Lista                 | 1              |                   | Lista             | 1                 |

Frekwencja wyniosła 92,00% (z 375 uprawnionych zagłosowało 347 osób). Oddano jedną kartę wypełnioną błędnie oraz jedną niewypełnioną w ogóle.

## Miejscowości wchodzące w skład gminy Sandur
| Miejscowość | Liczba mieszkańców (01.01.2014) | Krótki opis | Zdjęcie                  |
| ----------- | ------------------------------- | --- | ------------------------ |
| Sandur      | 515                             | Jedyna miejscowość w gminie, a jednocześnie jej centrum administracyjne. Jej nazwa oznacza Piasek. Badania wykazały, że około 1000 roku w miejscu obecnego kościoła znajdowała się już świątynia chrześcijańska. Nim w 1839 wybudowano współczesny kościół na jego miejscu miały stanąć cztery inne. W miejscowości znajduje się muzeum Sands Bygdasavn, umieszczone w budynku pochodzącym z 1812 roku. Znajduje się tam największa plaża na Wyspach Owczych. | Sandur z widoczną plażą. |